# ちびっこNo.1
『ちびっこNo.1』（ちびっこナンバーワン）は、1967年4月6日から同年7月27日までNET（現：テレビ朝日）系列の木曜19時00分 - 19時30分（JST）に放送された、子供向けのバラエティ番組である。

## 概要
子供たちに「歌」「ものまね」「漫才」「落語」の特技を披露してもらう公開番組。（参考：1967年4月6日付「毎日新聞」ラ・テ欄）
当時フジテレビ系列で放送中の『日清ちびっこのどじまん』と同系列だが、当番組は歌だけでなく、様々な特技を披露するのが売りである。

## 司会
- 楠トシエ（初代。5月11日まで）
- 岡田光弘（当時のスクール・メイツのリーダー。司会時期は不明）
- 初代林家三平（2代。5月18日より）

## 備考
- オリエンタルカレーを筆頭とした、複数社提供だった。
- 最終回放送の7月27日付けの各新聞のラ・テ欄では、ゲストが「忍者ハットリくんと怪獣」と記載されていた。

| NET系 木曜19時台前半枠                | NET系 木曜19時台前半枠                    | NET系 木曜19時台前半枠                             |
| 前番組                                | 番組名                                    | 次番組                                             |
| ------------------------------------- | ----------------------------------------- | -------------------------------------------------- |
| 悪魔くん（実写版） 【ここまでドラマ】 | ちびっこNo.1 【当番組のみバラエティ番組】 | 忍者ハットリくん＋ 忍者怪獣ジッポウ 【再びドラマ】 |